# هنري بوتكن
هنري بوتكن (بالإنجليزية: Henry Botkin)‏ هو رسام أمريكي، ولد في 5 أبريل 1896 في بوسطن في الولايات المتحدة، وتوفي في 1983.